# Lether Frazar
Lether Edward Frazar (* 1. Dezember 1904 in DeRidder, Louisiana; † 15. Mai 1960) war ein US-amerikanischer Politiker. Zwischen 1956 und 1960 war er Vizegouverneur des Bundesstaates Louisiana.

## Werdegang
Bis 1928 studierte Lether Frazar Geschichte am Southwestern Institute. Anschließend besuchte er bis 1932 die Louisiana State University in Baton Rouge. Im Jahr 1942 beendete er ein Philosophiestudium an der Columbia University in New York. Dazwischen arbeitete er im Schuldienst. Bis 1938 leitete er verschiedene Highschools in Louisiana. Von 1938 bis 1941 war er Präsident der University of Louisiana in Lafayette. Während des Zweiten Weltkrieges arbeitete er für das Office of Price Administration und wurde dessen regionaler Präsident für Louisiana. In den Jahren 1944 bis 1955 war er Präsident des McNeese College.
Politisch schloss sich Frazar der Demokratischen Partei an. Zwischen 1936 und 1940 saß er als Abgeordneter im Repräsentantenhaus von Louisiana. Er war ein Anhänger von Earl Long. Im Jahr 1956 wurde er an der Seite von Long zum Vizegouverneur von Louisiana gewählt. Dieses Amt bekleidete er zwischen 1956 und 1960. Dabei war er Stellvertreter des Gouverneurs und Vorsitzender des Staatssenats. 1959 verzichtete er auf eine weitere Kandidatur. Er starb am 15. Mai 1960, nur kurze Zeit nach dem Ende seiner Zeit als Vizegouverneur. Mit seiner Frau Lilly Hooper hatte er zwei Töchter.